# Essay on a Course of Liberal Education for Civil and Active Life

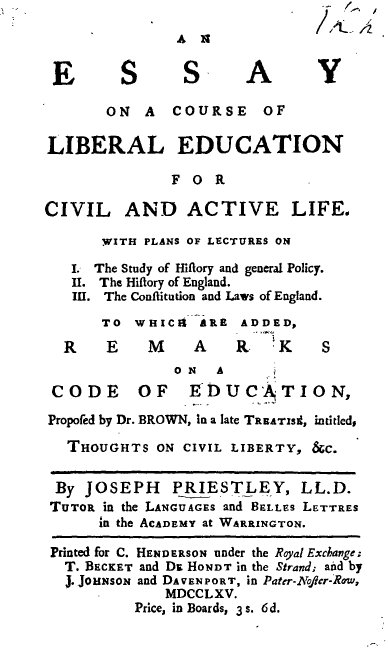
Page de titre de Essay on Education de Joseph Priestley.

Essay on a Course of Liberal Education for Civil and Active Life est un traité d'éducation, publié en 1765, par le polymathe britannique Joseph Priestley. 
Dédié au conseil d'administration de la Warrington Academy au sein de laquelle Priestley enseigne alors, l'ouvrage soutient que l'éducation des jeunes devrait anticiper leurs besoins pratiques, chose qu'il accuse aussi bien les universités dissidentes qu'officielles de ne pas faire.
Aux yeux de Priestley, se concentrer sur l'étude des classiques empêche les étudiants d'acquérir des compétences utiles. Ce principe d'utilité guide son choix d'un programmes, non conventionnel, destiné aux étudiants de la classe moyenne qui fréquentent Warrington. Il propose que les élèves étudient l'anglais et les langues modernes au lieu des langues classiques, apprennent les mathématiques, lisent l'histoire moderne, plutôt que celle de l'Antiquité, et étudient la constitution et les lois de l'Angleterre. Il estime que ces sujets prépareraient mieux ses étudiants, provenant de la classe moyenne des commerçants, à la vie qui les attend. Il ne pense pas que les pauvres doivent recevoir le même enseignement, faisant valoir « qu'il ne pourrait être d'aucune utilité pour leur pays et, souvent, un réel préjudice pour eux-mêmes ». Le conseil est convaincu et, en 1766, la Warrington Academy remplace sa voie classique par celle des arts libéraux de Priestley.